# Collegium Nürnberger Mundartdichter
Das Collegium Nürnberg Mundartdichter ist eine 1966 gegründete Autorenvereinigung von Schriftstellern, die in fränkischer Mundart schreiben.

## Geschichte

### Gründung
Das Collegium Nürnberg Mundartdichter wurde 1966 in Nürnberg von folgenden Autoren gegründet:
- Peter Aumüller,
- Elisabeth Fürst,
- Georg Herbolzheimer,
- Wilhelm Malter,
- Hans Mehl,
- Gottlieb Meyer,
- Willi Schmitzer und
- Hans Stadlinger

Die Gründungsmitglieder hatten sich vorher schon in einer informellen „Werkgruppe“, die auf Einladung des Verlegers Karl Borromäus Glock im Gelben Schloss in Heroldsberg tagte, regelmäßig zusammengefunden. In diesem Kreise wuchs, angeregt von K. B. Glock die Idee zur Gründung der Vereinigung.

### Die Manifeste zur Mundart
Zeitgleich mit der Gründung wurde 1966 auch ein „Manifest zur Mundart“, dem 1973 das „2. Manifest zur Mundartdichtung“ folgte, erlassen. In diesen Manifesten wurde eine eher konservative Haltung zur Mundartdichtung zum Ausdruck gebracht. U.a. lehnte man Neuerungen, beispielsweise im Wortschatz der Mundart (insbesondere Anglizismen), ab und wandte sich gegen allzu freizügige oder kritische Darstellung.
Wörtlich heißt es in dem ersten Manifest beispielsweise: „Indem wir die Mundart… nach den bleibenden Gesetzen der Sprachkunst weiterpflegen, verkörpern wir sinnbildlich das Volk dieser Stadt… Sie (Anmerkung des Verfasser: ’die Mundart’’) lebt weitab von allen Perversitäten, deren sich die deutsche Gegenwart in ihrer Literatur zuweilen zu rühmen scheint.“

### Die weitere Entwicklung des Collegiums
Zusätzlich zu den einzelnen Aktivitäten der Mitglieder (Veröffentlichungen und Einzellesungen) organisierte man ab 1969 regelmäßig gemeinsame öffentliche Lesungen mehrerer oder aller Mitglieder des Collegiums in Nürnberg, Erlangen, Heroldsberg und Zirndorf, darunter auch eine jährliche Lesung in Nürnberg. Bei diesen Veranstaltungen arbeitete man mit der Arbeitsgemeinschaft fränkischer Volksmusik, deren Mitglieder die musikalische Gestaltung übernahmen, zusammen. Darüber hinaus wirkte das Collegium regelmäßig bei Veranstaltungen des Kultur- und Freizeitamts Nürnberg (z. B. Sommer in Nürnberg) mit. Über die Grenzen Frankens hinaus wurde das Collegium und die darin zusammengeschlossenen Autoren durch Beiträge seiner Mitglieder in den Sendereihen des Bayerischen Rundfunks „Am Abend in der Stubn“, „Bairisch Herz-Fränkische Ausgabe“ und „Wort in der Volksmusik“ bekannt. Das Collegium selbst schätzt, dass seine Mitglieder mehr als hundert größere oder kleinere Publikationen in fränkischer Mundart vorgelegt haben. Fast vierzig Bücher von Mitgliedern des Collegiums sind im inzwischen aufgelösten Verlag Glock & Lutz mit Sitz in Heroldsberg erschienen, weitere im Verlag Albert Hofmann. Nürnberg.
Im Laufe der weiteren Entwicklung stieg die Mitgliederzahl des Collegiums. Weitere Mitglieder sind oder waren:
- Martin Barth
- Elfriede Bidmon
- Jutta Döpfer
- Georg Drechsler
- Helmut Mahr
- Kurt Patschke
- Hans König
- Stefan Pürner
- Georg Reichert
- Bernhard Reil
- Erika Stenglin
- Sven Bach
- Christine Schlund
- Otti Schwarzhuber
- Paul Unger
- Betty Volleth
- Helmut Mahr
- Erika Stenglin

Sprecher des Collegium war über Jahrzehnte Helmut Mahr in der Nachfolge von Otti Schwarzhuber. Seit 2011 ist der Sprecher Norbert Autenrieth. Das Collegium tritt seitdem einmal jährlich in der Kulturscheune Knorr in Fürth auf. 2019 gehörten dem Collegium folgende aktive Mitglieder an:
- Friedrich Ach
- Norbert Autenrieth
- Fritz Stiegler
- Peter Landshuter
- Walter Tausendpfund
- Nikolaus Winter
- Christa Bellanova
- Erich Hübel
- Margit Begiebing
- Annette Scheil
- Nikolaus Winter
- Jürgen Leuchauer
- Christine Rieger

## Anthologien des Collegiums Nürnberger Mundartdichter
- Collegium Nürnberger Mundartdichter: Nürnberger Mundart. Wortschatz und Redewendungen in der noch lebenden Nürnberger Mundart. Eine volkstümliche Auswahl, Nürnberg 1973
- Su wöi die Leit senn, is ka Mensch, Anthologie zum 25. Jubiläum des Collegiums Nürnberger Mundartdichter Nürnberg, 1989
- Collegium Nürnberger Mundartdichter/Norbert Autenrieth (Hrsg.): Fränkische Gschmäggler. art&words. Nürnberg 2016
- Viele Mitglieder sind auch vertreten in: Norbert Autenrieth (Hrsg.): Weihnachten! Ein fränkisches Lesebuch zum Fest des Jahres. Iatros-verlag. Sonnefeld 2017
- Viele Mitglieder sind auch vertreten in: Norbert Autenrieth (Hrsg.): Corona-Befindlichkeiten. Ein poetisches Tagebuch. Iatros-Verlag. Sonnefeld 2020
- Collegium Nürnberger Mundartdichter/Norbert Autenrieth: Mer red ja ned, mer sachd ja blous. Verlag Nürnberger Presse. Nü+rnberg 2022